# AGA-Baltic

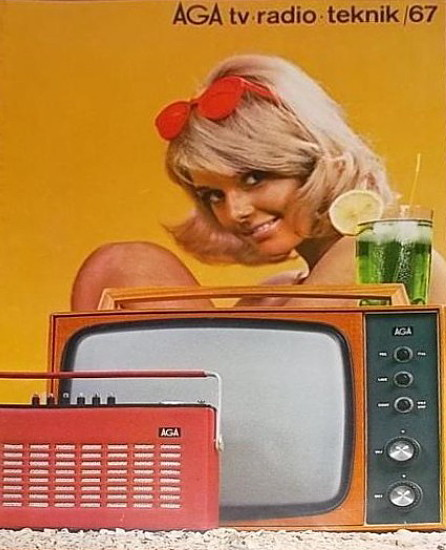
AGA-broschyr från 1967.

AGA-Baltic (officiellt AGA-Baltic Radio AB) var ett svenskt varumärke för radio- och TV-mottagare från företaget AGA som producerades från och med 1924. År 1928 förvärvades AB Baltics radioavdelning. Efter 1950 var märket enbart AGA. På tidigt 1970-tal upphörde AGA:s radio och TV-produktion när verksamheten såldes till Philips. Då hade billiga produkter från Japan tagit över marknaden.

## Historik

### Aktiebolaget Baltic

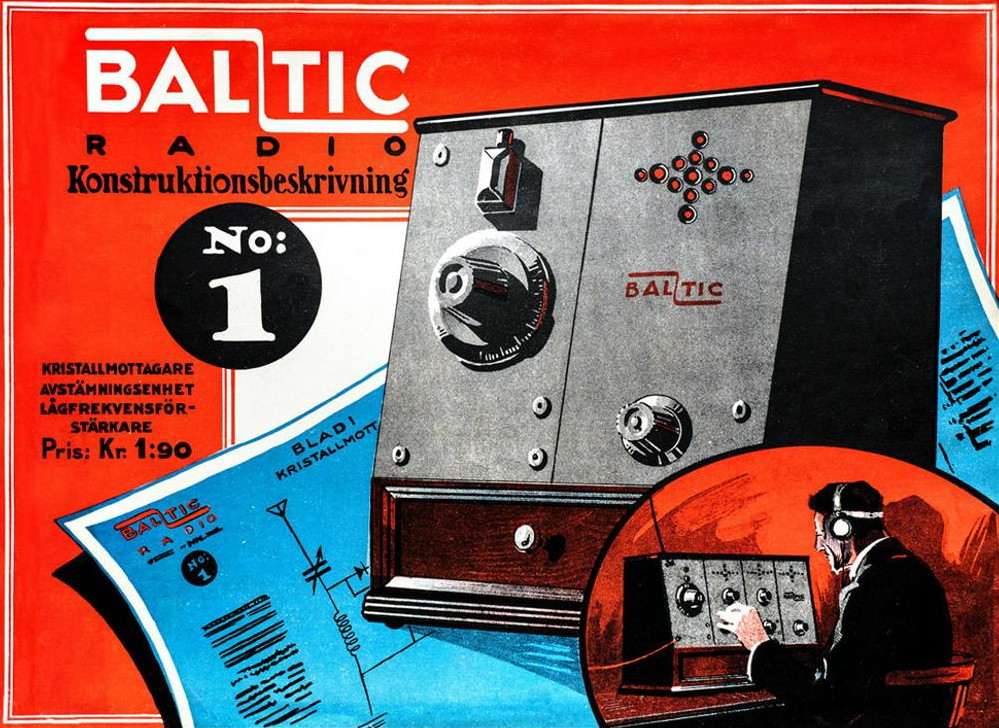
Baltic Radio, 1924.

AB Baltic bildades 1908 och tillverkade separatorer och mejerianläggningar vid en fabrik i Södertälje. Bolagets VD, Henrik Kylberg, hade i USA hört om radioutsändningar som pågick i början av 1920-talet och förstått affärsmöjligheterna i det nya mediet. Efter en del konkurser och ombildningar till följd av problem med exporten under och efter första världskriget började AB Baltic 1924 vid sidan om separatorer även med tillverkning av byggsatser för radioapparater vid Salénius verkstäder i Mariehäll i Stockholm. 
Satsningen var framgångsrik och Salénius verkstäder fick byta namn till AB Baltics Mekaniska Fabrik. 1927 brann Baltics fabrik i Södertälje och ägarna tvingades att sälja företaget. Baltics radiodel gick till då AGA som några år tidigare börjat med produktion av radioapparater.

### AGA-Baltic

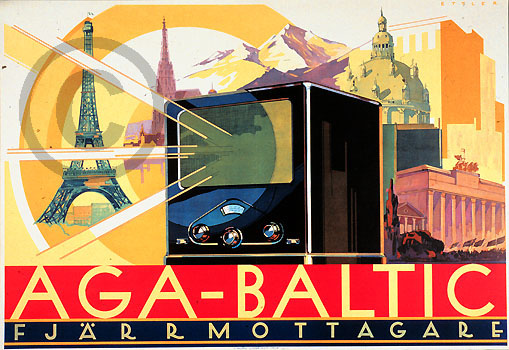
AGA-Baltic, 1931.

Även AGA:s ledning förstod det nya medias potential och beslöt 1924 att starta en egen radioavdelning. Experimentsändningar med rundradio i Sverige startade under år 1922 och den 1 januari 1925 började de första regelbundna rundradiosändningar. De första apparaterna från AGA var kristallmottagare som bara kunde avlyssnas med hjälp av hörlurar. Tillverkare var AGA:s dotterbolag AGA-Lux i Göteborg. Deras rundradiokatalog från 1924 innehöll mottagare tillverkade av SRA Svenska Radioaktiebolaget (SRA), ett bolag som AGA var delägare i fram till 1927 och som sålde radioapparater under varumärket Radiola. Redan 1927 presenterade AGA Europas första radioapparat med inbyggd högtalare.
År 1928 förvärvades AB Baltics radioavdelning av AGA. Det nya bolaget fick namnet AGA-Baltic Radio AB och tillverkningen förlades till AGA:s stora fabriksanläggning på Lidingö. Syftet med Aga-Baltic Radio AB var att tillverka och sälja radioapparater, ljudfilmsapparater samt marinradio. På 1930- och 1940-talen presenterad AGA-Baltic en lång rad olika radiomodeller med namns som ”Triumph”, ”Kurir” ”Riks” och ”Laji” (i Finland). På 1930-talet lanserades en ny radiomottagare, AGA Baltic AH 41, med ”indirekt ljud”. Den inbyggda högtalaren var riktad nedåt och bakåt och skulle ”fördela ljudet jämnt och vackert i hela rummet”.

Tidiga AGA-Baltic radiomottagare (urval)
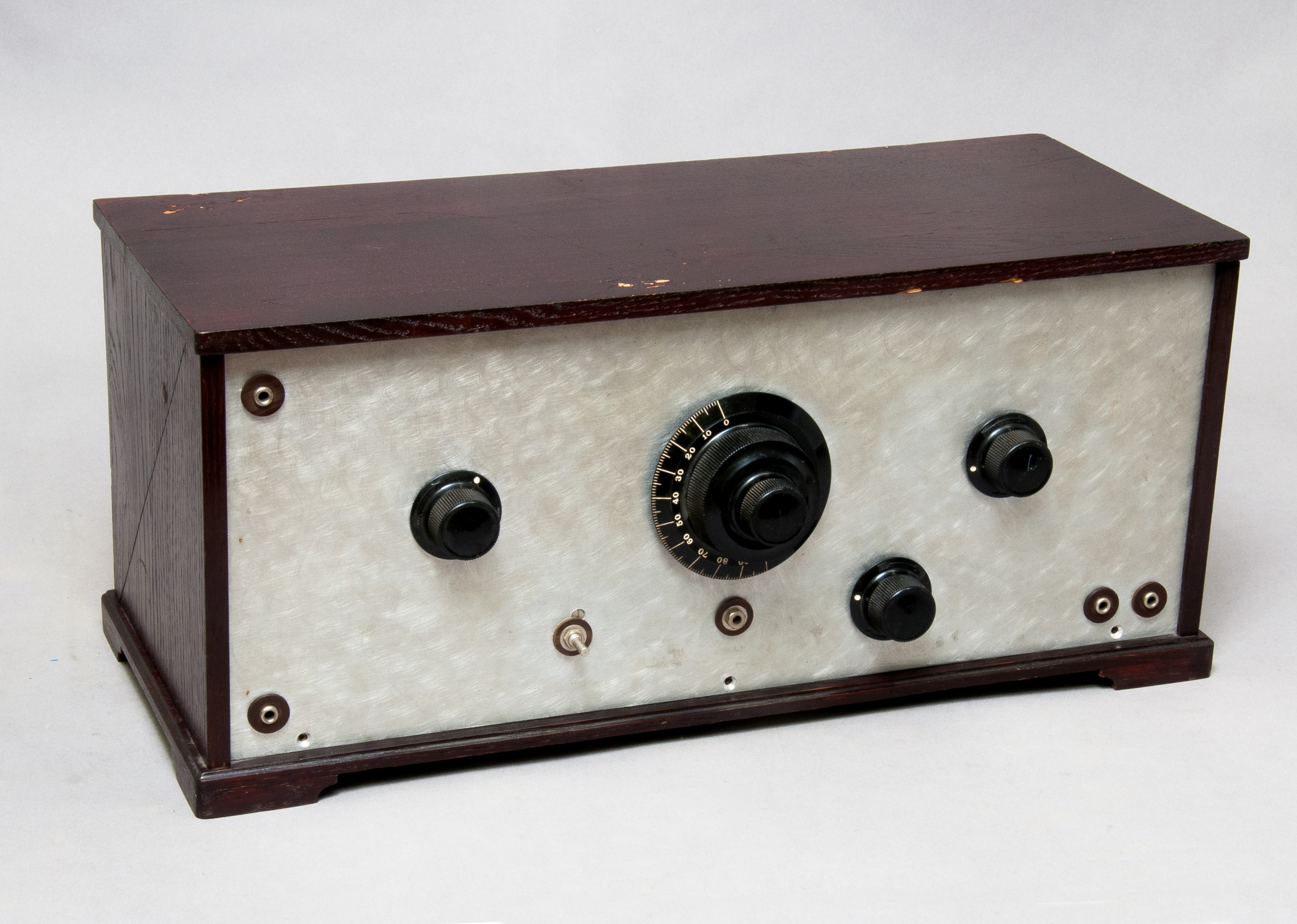
Kristallmottagare (1930).
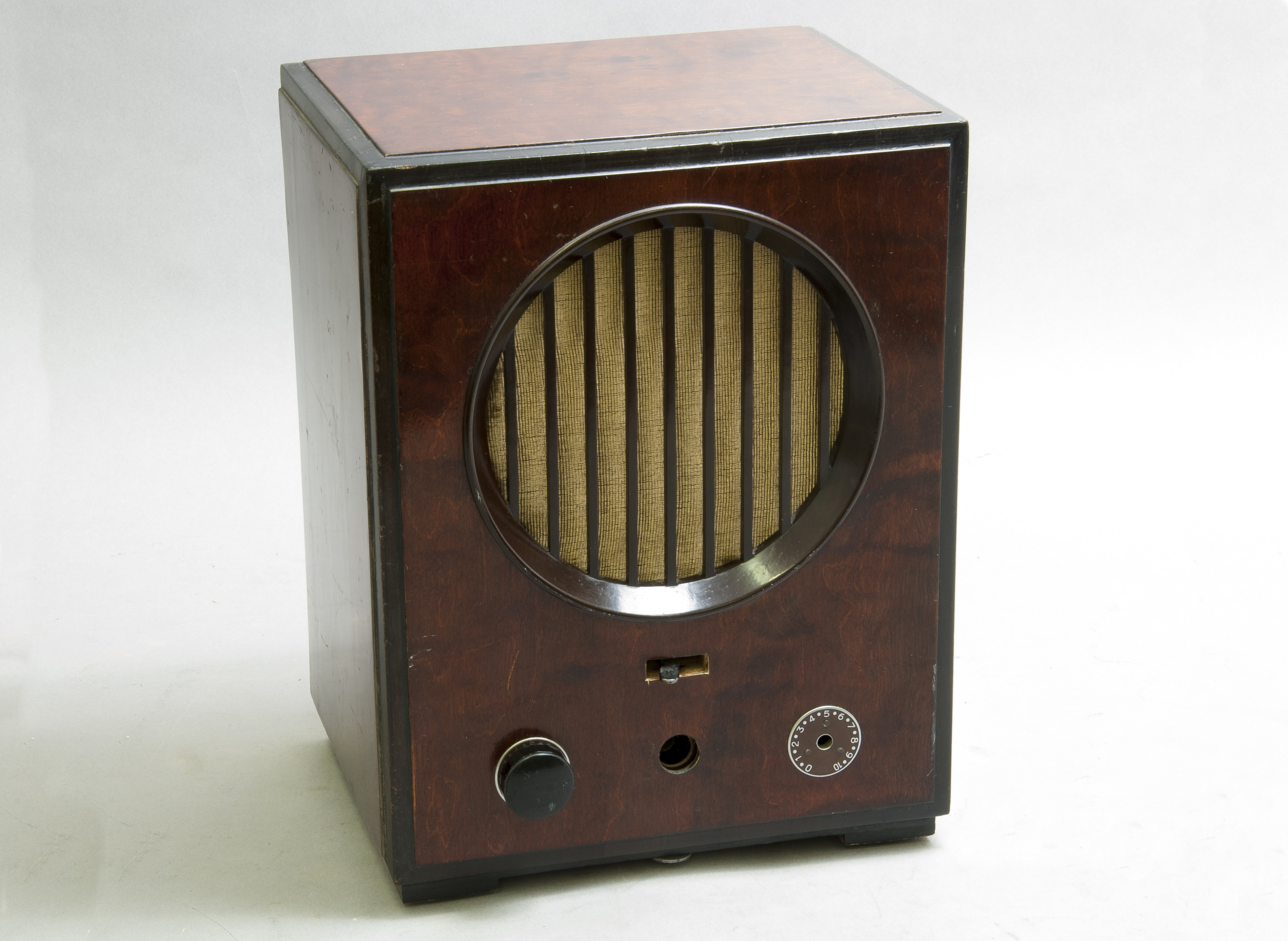
Trerörsmottagare (1934).
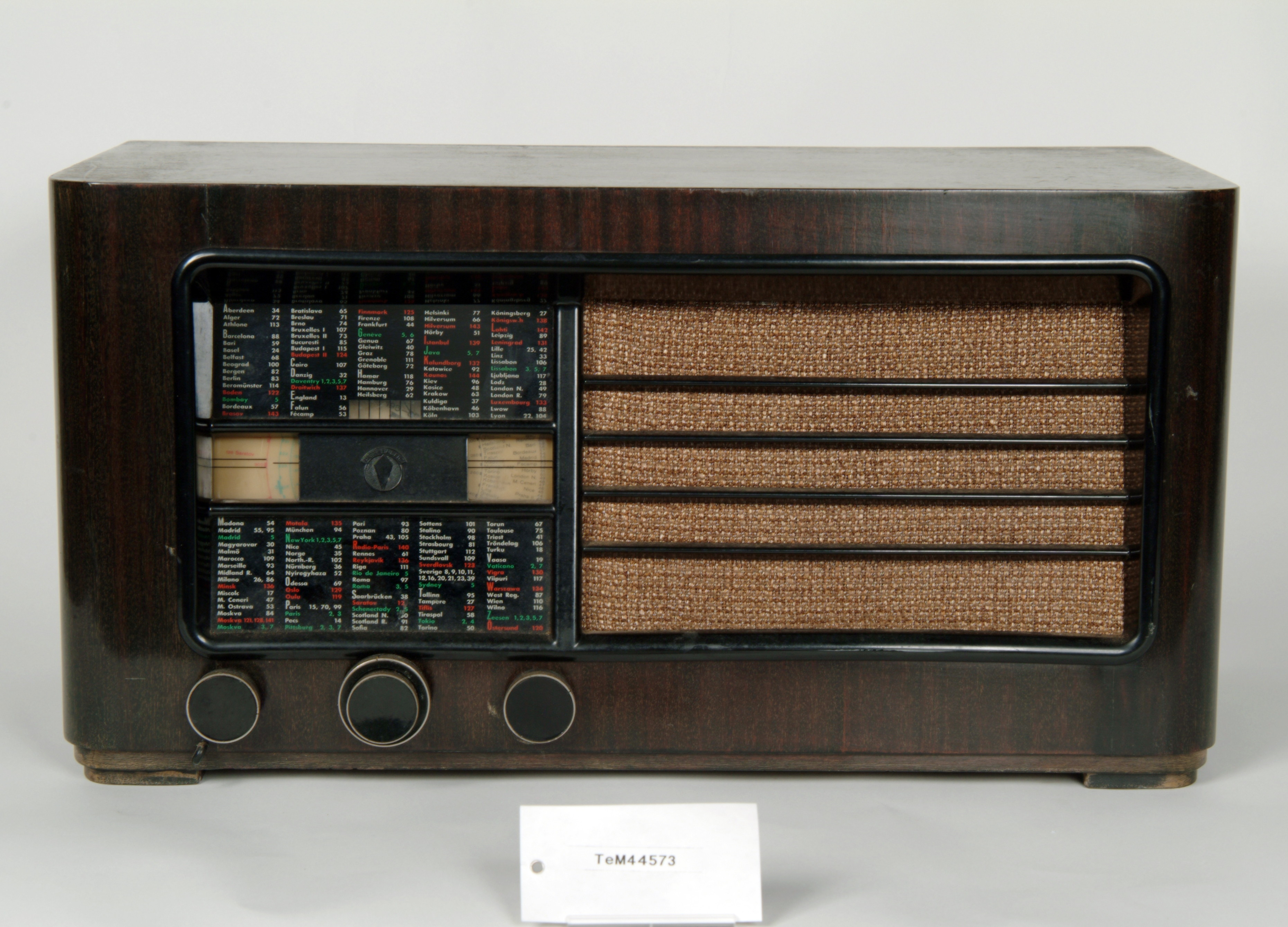
AGA-Baltic Sonett 37 (1938).
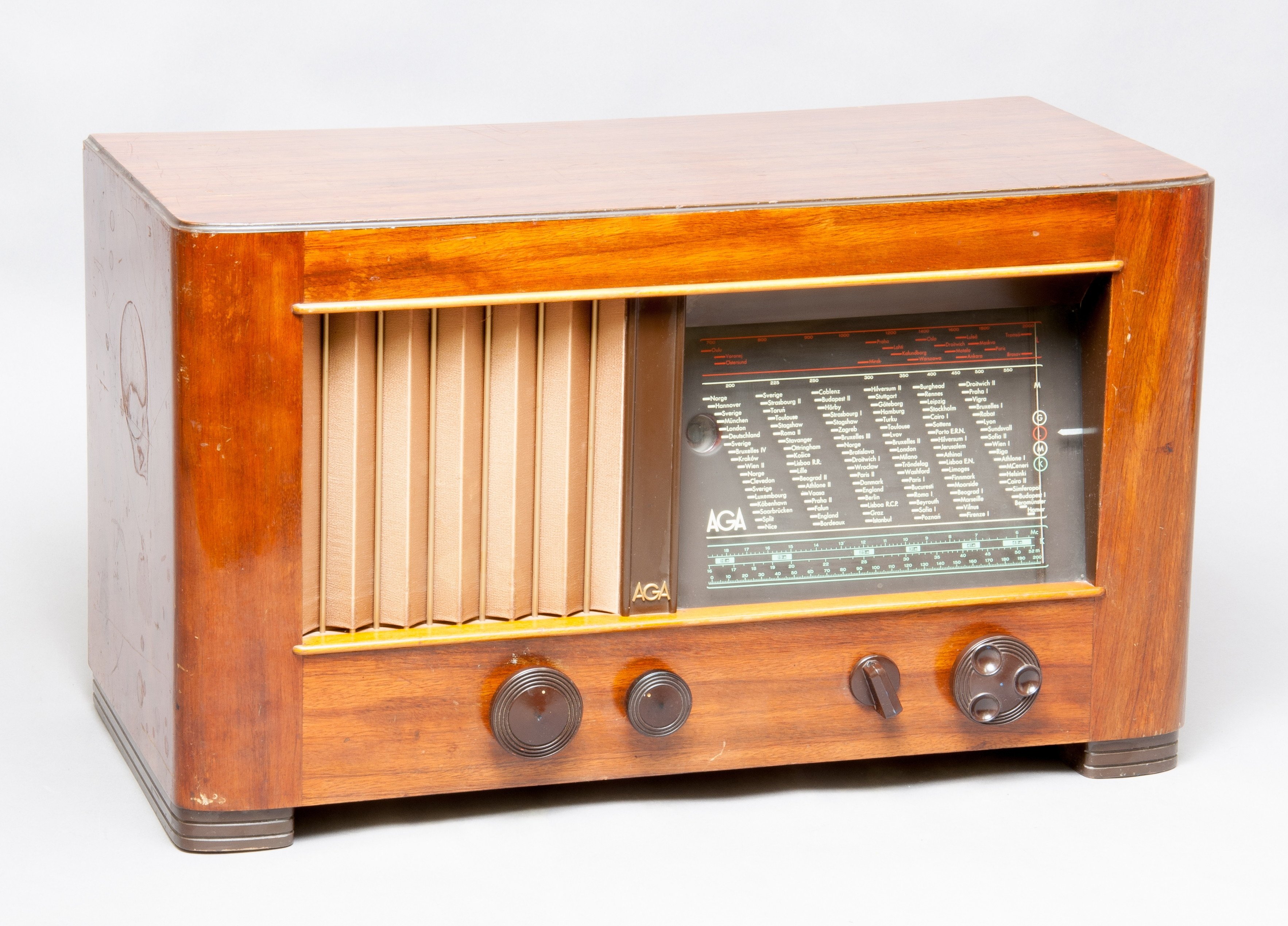
AGA-Baltic 352 G (1940-tal).

Dotterbolaget AGA-Baltic uppgick 1946 i moderbolaget AGA. Efter 1950 användes bara AGA som produktnamn på radio- och TV-apparater. AGA ”Minette” kom på 1950-talets början och omfattade en hel serie mindre bordsapparater. En av dem hade samtliga anslutningar på undersidan och helt ren baksida som ”sålunda tål även att ses bakifrån”. Vanliga modeller hade en baksida bestående av en pappskiva med hål för ventilation. En radioapparat i mellanprisläget, som 6-rörs super AGA 2241 för växelström, kostade 345 kronor (motsvarande 5 250 kronor i 2020 års köpkraft).
I mitten av 1950-talet avlöste transistorn radioröret och flera nya modeller med den nya tekniken kom på marknaden. Nu blev batteridrift fördelaktig och med ”AGA Transistor” (AGA 3150 och 3160) presenterades ”framtidens radio, elegant, nätt och utan sladdar”.  AGA 3150 och 3160 var även apparater som visade en modern, stram formgivning som skilde sig från föregångarnas klumpiga musikmöbel. Transistorn gjorde den lätta bärbara transistorradion mycket populär och AGA producerade ett stort antal varianter. Till AGA:s produktutbud hörde även skivspelare och rullbandspelare. År 1964 förvärvade AGA radio- och TV-produktionen från Svenska Radioaktiebolaget (SRA) där även varumärket Radiola följde med.

## Television

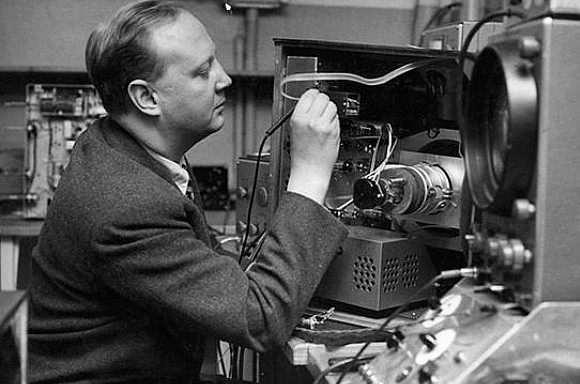
Hans Werthén på AGA, 1952.

AGA var pionjär på området television. Ett historiskt ögonblick för AGA var 1948 på Kungliga Tekniska Högskolan i Stockholm då de allra första testsändningarna för svensk television kom igång. AGA var också ett av de första europeiska företagen som började tillverka färg-TV-apparater. 
Redan 1952 experimenterade AGA med ett eget färg-TV-system. Vid den tiden var Hans Werthén chef för AGA:s tv-laboratorium och det var han som stod bakom konstruktionen. När sedan färg-TV infördes i Sverige och stora delar av Europa tillämpade det av tyska Telefunken utvecklade PAL slogs AGA:s färgsystem ut.
Från år 1954 började AGA tillverka svartvita TV-apparater. AGA:s innovations- och experimentlust återspeglade sig även i det nya mediet TV. Fjärrkontroll (med sladd) och sensorer som anpassar bildens kontrast efter omgivande ljus är exempel på två av AGA:s intressanta tekniska detaljer från 1950-talet. En ny huvudfabrik för radio- och TV-produktion invigdes i Gävle 1960. Fabriken omfattade så småningom 30 000 m² och sysselsatte cirka 1 000 medarbetare. 

### AGA Prisma och AGA Mobil

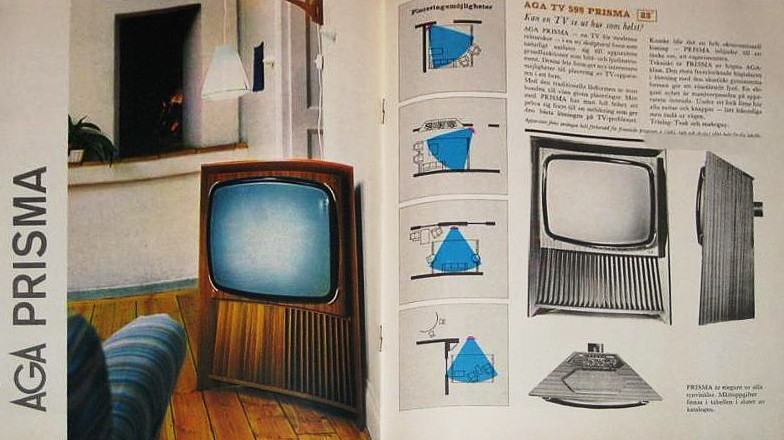
AGA "Prisma" presenteras i en broschyr från 1962.

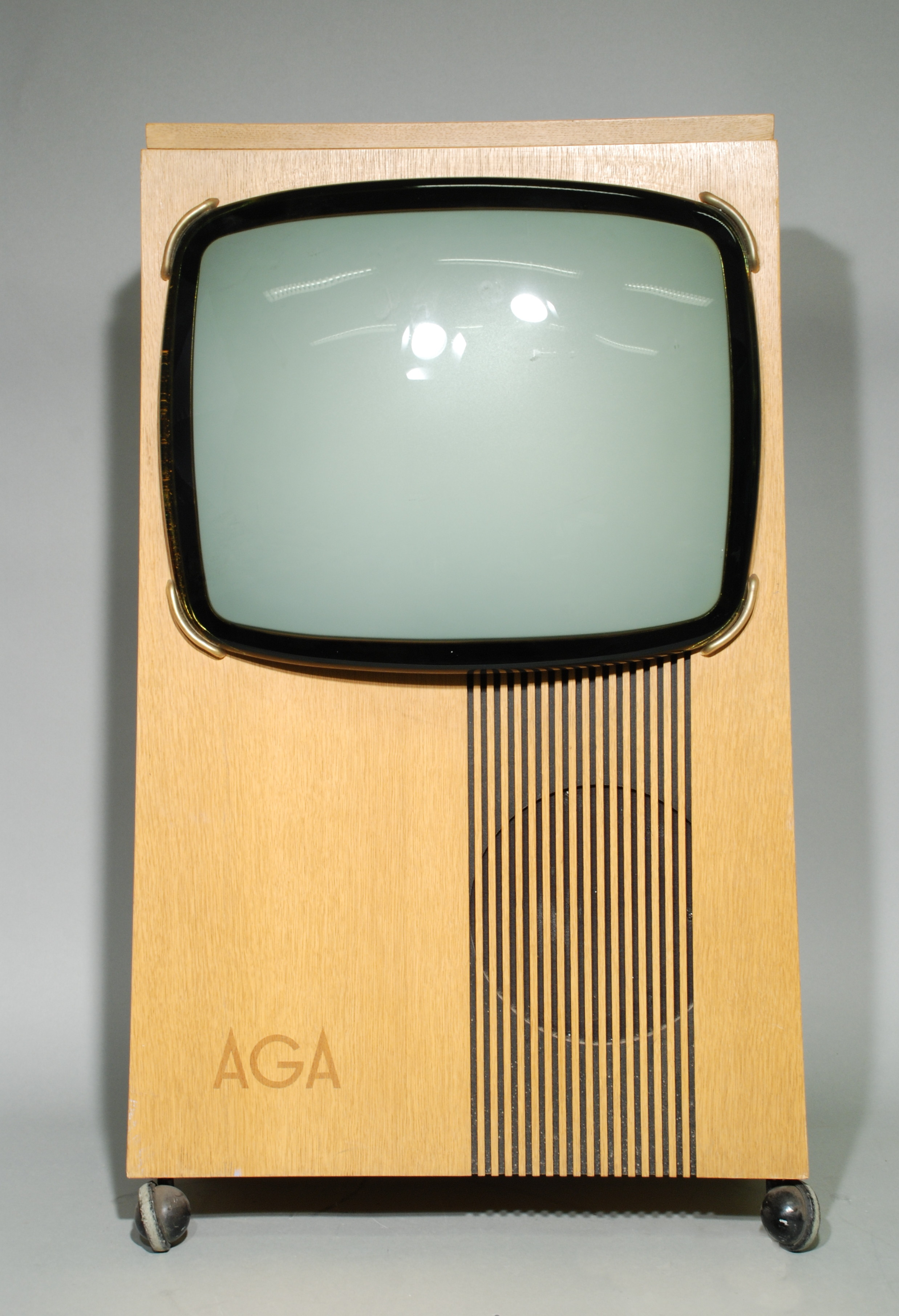
AGA 4346 "Mobil" i ek.

Vid sidan om vanlig ”tjock-TV” producerade AGA även av designer gestaltade apparater. En av dem var AGA Prisma 4368 (”prisma” eftersom den hade formen av en prisma), ritad omkring 1957 av Bengt-Johan Gullberg, son till textilkonstnärinnan Elsa Gullberg. En vanlig missuppfattning är att den skulle ha formgivits av Stig Lindberg. Han stod dock bakom Lumavision (med vridbar skärm), även kallad ”Pigtittaren”, som producerades av Luma.
På grund av produktionstekniska skäl kom Prisma först 1963 ut på marknaden. TV:n var utformad för att kunna ställas i ett hörn. Kabinettet var av teak, alternativt mahogny eller ek. Teak var den vanligaste och passade bra till Skandinaviens nya inredningsstil som ofta gick i teak. Bildskärmen hade 23 tum och ingen extra glasskiva framför, vilket bidrog till att apparaten blev ganska grund. 
Reglagen var placerade under en lucka på ovansidan. Högtalaren satte bakom trägallret under bildröret och på baksidan fanns bland annat ett uttag för en sladdansluten fjärrkontroll. Apparaten var redan förberedd med UHF för ett framtida TV2 (som kom först 1969). Priset 1964 var 1 595 kronor (motsvarande 17 350 kronor i 2020 års köpkraft). AGA Prisma var mycket uppmärksammad men blev aldrig någon större försäljningsframgång, möjligtvis för att den var för dyrt att tillverka och att den hade rykte om sig att vara opålitlig. På auktioner dyker den upp lite då och då. Finns representerat på bland annat Tekniska museet i Stockholm och på Lidingö museum.
En variant till Prisma var AGA Mobil 4346, även den ritad av Gullberg. Den gick på hjul. Mobil hade helt rakt eller lätt utställt kabinett i teak, ljus ek eller ljusgrå plastlaminat. På grund av sitt ovanliga utseende kallades den skämtsamt "gravsten". Högtalaren satt bakom vertikala slitsar under bildskärmen. Modell AGA 4346-7 hade runt högtalarhål. Mobil var ingen hörn-TV men genom sin platssparande konstruktion mycket smal och kunde lätt rullas fram till tv-soffan. 2015 gick ett exemplar för 1 100 kronor på auktion.

AGA Prisma 4368, hörn-TV
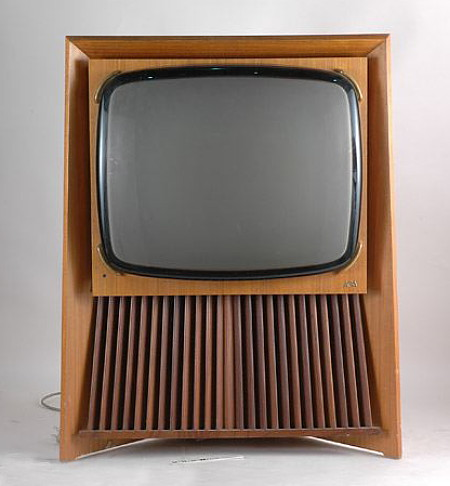
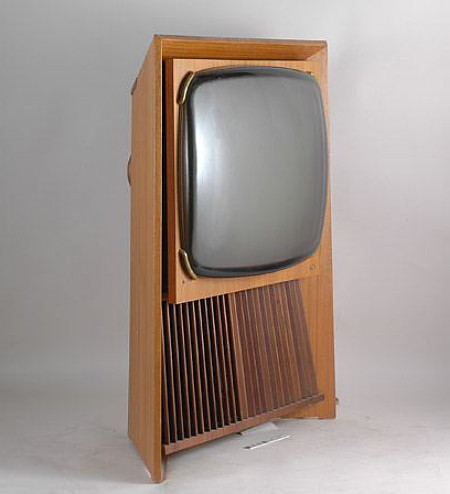
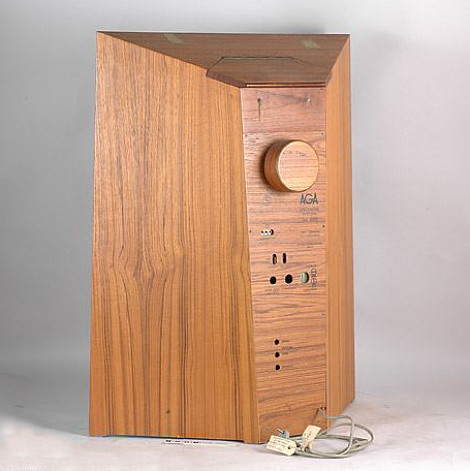
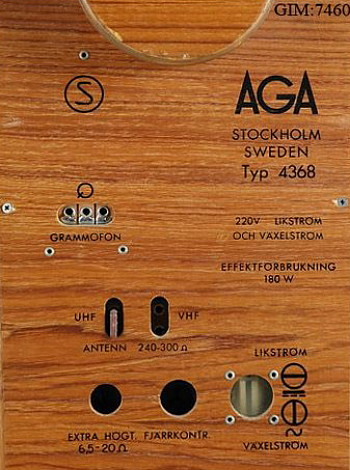

## Andra svenska radio- och tevetillverkare (urval)
- Centrum Radio
- Dux Radio
- Luma TV
- Luxor
- Radiola